# Какво става, докторе?
„Какво става, докторе?“ (на английски: What's Up, Doc?) е американска комедия от 1972 на режисьора Питър Богданович с участието на Барбра Страйсънд, Райън О'Нийл и Маделин Кан.

## Сюжет
В един хотел в Сан Франциско има объркване с четири куфара, единият от които съдържа бижута, другият съдържа тайни документи, третият съдържа творби от музиколога Хауърд Банистър, а в последния има неща на момиче без комплекси Джуди. Гангстерите, които искат да получат ценности и тайните служби, които не искат документите да попаднат в грешни ръце, се включват в случая. Но заради Джуди, която просто иска да върне нещата си, куфарите не могат да се върнат на своите собственици, а тя също харесва Банистър, а любовта и наивността ѝ винаги затрудняват разкриването на тази ситуация.

## В ролите
| Актьор            | Роля              |
| ----------------- | ----------------- |
| Барбра Страйсънд  | Джуди Максуел     |
| Райън О'Нийл      | Ховард Банистър   |
| Маделин Кан       | Юнис Бърнс        |
| Кенет Марс        | Хю Саймън         |
| Остин Пендълтън   | Фредерик Лараби   |
| Майкъл Мърфи      | Мистър Смит       |
| Филип Рот         | Мистър Джонс      |
| Сорел Бук         | Хари              |
| Щтефан Гираш      | Фриц              |
| Мейбъл Албертсън  | Мисис ван Хоскинс |
| Лиъм Дън          | Съдия Максуел     |
| Ранди Куейд       | Професор Хоскит   |
| Силвестър Сталоун | Хотел гост        |

## Награди и номинации
Кан е номинирана за „Златен глобус“ за най-обещаваща млада актриса.